# Роналду
Рона́лду (порт. Ronaldo), справжнє ім'я Роналду Луїс Назаріу ді Ліма, порт. Ronaldo Luís Nazário de Lima, вимова: [xo'nawdʊ lu'iz na'zaɾjʊ dʒɪ 'limɐ] (народився 22 вересня 1976) — бразильський футболіст, виступав на позиції нападника. На думку багатьох футбольних організацій, фахівців і спортсменів, є одним з найкращих гравців в історії футболу.
Дворазовий чемпіон світу, віце-чемпіон світу, найкращий футболіст в історії чемпіонатів світу з результатами досліджень Castrol Index, найкращий польовий футболіст чемпіонатів світу 1998 і 2002, найкращий бомбардир чемпіонату світу 2002, екс-рекордсмен чемпіонатів світу за забитими м'ячами (у 2014 році його перевершив Мірослав Клозе), рекордсмен чемпіонатів світу за кількістю матчів, в яких футболіст забивав принаймні один гол, рекордсмен за кількістю голів, забитих у всіх міжнародних турнірах, тричі найкращий футболіст року за версіями ФІФА та журналу World Soccer, двократний володар «Золотого м'яча», володар «Золотої бутси», включений в список ста найвидатніших футболістів світу за версією журналу «World Soccer» (1999 рік), в список ФІФА 100, визнаний найкращим гравцем десятиліття Серії А за версією Італійської асоціації футболістів (1998—2007), найкращий гравець десятиліття за підсумками голосування на порталі goal.com (2000—2009), один з двох гравців, поряд з Пеле, який вигравав чемпіонат світу в 17 років, і один з трьох гравців, поряд з Ромаріо і Джефф Герст, який оформляв хет-трик у фіналі міжнародного турніру збірних.

## Біографія
Народився 22 вересня 1976 в Бенту-Рібейру, бідній околиці Ріо-де-Жанейро. Юнаком виступав за місцеві команди Сосіал Рамос і Сан-Крістован. Відзначався високою середньою результативністю: майже 1 гол за гру. В березні 1994 року 17-річний нападник «Крузейро» дебютує за збірну Бразилії (перемога 2:0 над Аргентиною). Поїхавши у складі збірної на чемпіонат світу 1994 він, не відігравши жодної хвилини, теж здобув титул чемпіона світу.
Сезон 1994/95 нападник розпочав вже в Європі — голландський ПСВ виплатив за гравця 6 мільйонів євро. Там Роналдо здобуває звання найкращого бомбардира ліги (30 голів у 33 матчах) і виграє Кубок Голландії 1996. Влітку 1996 року він граючи за олімпійську збірну Бразилії здобуває «бронзу» на Олімпіаді в Атланті. У сезоні 1996/97 він грав за «Барселону», де здобув Кубок володарів кубків забивши у фіналі вирішальний м'яч. В липні 1997 Роналдо стає найдорожчим придбанням за історію футболу — міланський «Інтернаціонале» заплатив за бразильця 30,5 млн євро. В грудні він здобув Золотий м'яч журналу France Football і титул найкращого гравця за версією ФІФА. На чемпіонаті світу 1998 Бразилія вийшла до фіналу, проте поступилася господарям турніру французам.
В жовтні 1999 року в матчі чемпіонату Італії проти Лечче Роналду травмував коліно. Після того він з'явився на полі лише у квітні у фіналі Кубка Італії 2000-го, але повторне пошкодження лише ускладнило травму. Він пропустив весь сезон 2000/01, а наступний офіційний матч за «Інтернаціонале» зіграв через 17 місяців — у вересні 2001 року.
Зігравши небагато ігор перед ЧС 2002 в Японії і Кореї, Роналдо став найкращим бомбардиром чемпіонату (8 голів за 7 матчів) — саме його «дубль» у ворота Олівера Кана дав перемогу бразильцям. Після чемпіонату світу нападник підписав контракт з «Реалом». у 2002 році він вдруге здобув Золотий м'яч і втретє нагороду ФІФА як найкращий гравець світу. У сезоні 2002/03 «Реал» виграв чемпіонат Іспанії. Наступного року клуб не зберіг титул, але Роналдо з 24 голами став найкращим бомбардиром іспанської ліги. На чемпіонаті світу 2006 збірна Бразилії досягла 1/4 фіналу, а Роналдо обійшов Ґерда Мюллера і став найкращим бомбардиром за всю історію чемпіонатів світу (15 голів).
Після приходу Фабіо Капелло на посаду головного тренера «Реалу» і придбання Рууда ван Ністелроя бразильський нападник перестав бути гравцем основного складу. В січні 2007 року він перейшов до італійського Мілана, але оскільки він вже виступав у цьому сезоні за «Реал» у Лізі чемпіонів (зокрема, забив «дубль» у київському матчі проти «Динамо») «Мілан» не мав права використовувати його у матчах Ліги чемпіонів.
14 лютого 2011 Роналдо оголосив про завершення кар'єри у зв'язку з неможливістю підтримувати спортивну форму.
У вересні 2018-го Роналдо став власником іспанського футбольного клубу Реал Вальядолід.

## Статистика виступів

### Статистика клубних виступів
| Сезон                      | Команда                    | Чемпіонат                  | Чемпіонат | Чемпіонат | Національний кубок | Національний кубок | Національний кубок | Континентальні кубки | Континентальні кубки | Континентальні кубки | Інші змагання | Інші змагання | Інші змагання | Усього | Усього |
| Сезон                      | Команда                    | Ліга                       | Ігор      | Голів     | Ліга               | Ігор               | Голів              | Ліга                 | Ігор                 | Голів                | Ліга          | Ігор          | Голів         | Ігор   | Голів  |
| -------------------------- | -------------------------- | -------------------------- | --------- | --------- | ------------------ | ------------------ | ------------------ | -------------------- | -------------------- | -------------------- | ------------- | ------------- | ------------- | ------ | ------ |
| 1993                       | «Крузейру»                 | ЛМ+A                       | 2+14      | 0+12      | КБ                 | 0                  | 0                  | -                    | -                    | -                    | СКЛ+РПА       | 4+1           | 8+0           | 21     | 20     |
| січ.-черв. 1994            | «Крузейру»                 | ЛМ                         | 18        | 22        | -                  | -                  | -                  | КЛ                   | 8                    | 2                    | -             | -             | -             | 26     | 24     |
| Усього за «Крузейру»       | Усього за «Крузейру»       | Усього за «Крузейру»       | 20+14     | 22+12     |                    | 0                  | 0                  |                      | 8                    | 2                    |               | 5             | 8             | 47     | 44     |
| 1994–95                    | ПСВ                        | ЕД                         | 33        | 30        | КН                 | 1                  | 2                  | КУЄФА                | 2                    | 3                    | -             | -             | -             | 36     | 35     |
| 1995–96                    | ПСВ                        | ЕД                         | 13        | 12        | КН                 | 3                  | 1                  | КУЄФА                | 5                    | 6                    | -             | -             | -             | 21     | 19     |
| Усього за ПСВ              | Усього за ПСВ              | Усього за ПСВ              | 46        | 42        |                    | 4                  | 3                  |                      | 7                    | 9                    |               | -             | -             | 57     | 54     |
| 1996–97                    | «Барселона»                | ПД                         | 37        | 34        | КІ                 | 4                  | 6                  | КВК                  | 7                    | 5                    | СІ            | 1             | 2             | 49     | 47     |
| 1997–98                    | «Інтернаціонале»           | A                          | 32        | 25        | КІ                 | 4                  | 3                  | КУЄФА                | 11                   | 6                    | -             | -             | -             | 47     | 34     |
| 1998–99                    | «Інтернаціонале»           | A                          | 19        | 14        | КІ                 | 2+1                | 0                  | ЛЧ                   | 6                    | 1                    | -             | -             | -             | 28     | 15     |
| 1999–00                    | «Інтернаціонале»           | A                          | 7         | 3         | КІ                 | 1                  | 0                  | -                    | -                    | -                    | -             | -             | -             | 8      | 3      |
| 2000–01                    | «Інтернаціонале»           | A                          | 0         | 0         | КІ                 | 0                  | 0                  | ЛЧ+КУЄФА             | 0                    | 0                    | СІ            | 0             | 0             | 0      | 0      |
| 2001–02                    | «Інтернаціонале»           | A                          | 10        | 7         | КІ                 | 1                  | 0                  | КУЄФА                | 5                    | 0                    | -             | -             | -             | 16     | 7      |
| Усього за «Інтернаціонале» | Усього за «Інтернаціонале» | Усього за «Інтернаціонале» | 68        | 49        |                    | 8+1                | 3+0                |                      | 22                   | 7                    |               | 0             | 0             | 99     | 59     |
| 2002–03                    | «Реал Мадрид»              | ПД                         | 31        | 23        | КІ                 | 1                  | 0                  | ЛЧ                   | 11                   | 6                    | МКК           | 1             | 1             | 44     | 30     |
| 2003–04                    | «Реал Мадрид»              | ПД                         | 32        | 24        | КІ                 | 5                  | 2                  | ЛЧ                   | 9                    | 4                    | СІ            | 2             | 1             | 48     | 31     |
| 2004–05                    | «Реал Мадрид»              | ПД                         | 34        | 21        | КІ                 | 1                  | 0                  | ЛЧ                   | 10                   | 3                    | -             | -             | -             | 45     | 24     |
| 2005–06                    | «Реал Мадрид»              | ПД                         | 23        | 14        | КІ                 | 2                  | 1                  | ЛЧ                   | 2                    | 0                    | -             | -             | -             | 27     | 15     |
| 2006-січ. 2007             | «Реал Мадрид»              | ПД                         | 7         | 1         | КІ                 | 2                  | 1                  | ЛЧ                   | 4                    | 2                    | -             | -             | -             | 13     | 4      |
| Усього за «Реал Мадрид»    | Усього за «Реал Мадрид»    | Усього за «Реал Мадрид»    | 127       | 83        |                    | 11                 | 4                  |                      | 36                   | 15                   |               | 3             | 2             | 177    | 104    |
| січ.-черв. 2007            | «Мілан»                    | A                          | 14        | 7         | КІ                 | 0                  | 0                  | ЛЧ                   | -                    | -                    | -             | -             | -             | 14     | 7      |
| 2007–08                    | «Мілан»                    | A                          | 6         | 2         | КІ                 | 0                  | 0                  | ЛЧ                   | 0                    | 0                    | СУ+КЧС        | 0             | 0             | 6      | 2      |
| Усього за «Мілан»          | Усього за «Мілан»          | Усього за «Мілан»          | 20        | 9         |                    | 0                  | 0                  |                      | 0                    | 0                    |               | 0             | 0             | 20     | 9      |
| 2009                       | «Корінтіанс»               | ЛП+A                       | 10+20     | 8+12      | КБ                 | 8                  | 3                  | -                    | -                    | -                    | -             | -             | -             | 38     | 23     |
| 2010                       | «Корінтіанс»               | ЛП+A                       | 9+11      | 3+6       | -                  | -                  | -                  | КЛ                   | 7                    | 3                    | -             | -             | -             | 27     | 12     |
| січ.-лют. 2011             | «Корінтіанс»               | ЛП                         | 2         | 0         | -                  | -                  | -                  | КЛ                   | 2                    | 0                    | -             | -             | -             | 4      | 0      |
| Усього за «Корінтіанс»     | Усього за «Корінтіанс»     | Усього за «Корінтіанс»     | 21+31     | 11+18     |                    | 8                  | 3                  |                      | 9                    | 3                    |               | -             | -             | 69     | 35     |
| Усього за кар'єру          | Усього за кар'єру          | Усього за кар'єру          | 384       | 280       |                    | 35+1               | 19+0               |                      | 89                   | 41                   |               | 9             | 12            | 518    | 352    |

### Статистика виступів за збірну
| Дата       | Місто                   | Господарі         | Результат             | Гості                | Турнір                          | Голи | Примітки   |
| ---------- | ----------------------- | ----------------- | --------------------- | -------------------- | ------------------------------- | ---- | ---------- |
| 23-3-1994  | Ресіфі                  | Бразилія          | 2 – 0                 | Аргентина            | товариський матч                | -    |            |
| 4-5-1994   | Флоріанополіс           | Бразилія          | 3 – 0                 | Ісландія             | товариський матч                | 1    |            |
| 8-6-1994   | Сан-Дієго               | Бразилія          | 8 – 2                 | Гондурас             | товариський матч                | -    |            |
| 23-12-1994 | Порту-Алегрі            | Бразилія          | 2 – 0                 | Югославія            | товариський матч                | -    |            |
| 17-5-1995  | Рамат-Ган               | Ізраїль           | 1 – 2                 | Бразилія             | товариський матч                | -    |            |
| 4-6-1995   | Бірмінгем               | Бразилія          | 1 – 0                 | Швеція               | товариський турнір              | -    |            |
| 6-6-1995   | Ліверпуль               | Бразилія          | 3 – 0                 | Японія               | товариський турнір              | -    |            |
| 11-6-1995  | Лондон                  | Англія            | 1 – 3                 | Бразилія             | товариський турнір              | 1    |            |
| 7-7-1995   | Ривера                  | Бразилія          | 1 – 0                 | Еквадор              | Копа Америка 1995 - 1-й етап    | -    |            |
| 11-10-1995 | Салвадор (Бразилія)     | Бразилія          | 2 – 0                 | Уругвай              | товариський матч                | 2    |            |
| 28-8-1996  | Москва                  | Росія             | 2 – 2                 | Бразилія             | товариський матч                | 1    |            |
| 31-8-1996  | Амстердам               | Нідерланди        | 2 – 2                 | Бразилія             | товариський матч                | -    |            |
| 16-10-1996 | Терезіна                | Бразилія          | 3 – 1                 | Литва                | товариський матч                | 3    |            |
| 18-12-1996 | Манаус                  | Бразилія          | 1 – 0                 | Боснія і Герцеговина | товариський матч                | 1    |            |
| 26-2-1997  | Гоянія                  | Бразилія          | 4 – 2                 | Польща               | товариський матч                | 2    |            |
| 2-4-1997   | Бразиліа                | Бразилія          | 4 – 0                 | Чилі                 | товариський матч                | 2    |            |
| 30-4-1997  | Маямі                   | Мексика           | 0 – 4                 | Бразилія             | товариський матч                | -    |            |
| 30-5-1997  | Осло                    | Норвегія          | 4 – 2                 | Бразилія             | товариський матч                | -    |            |
| 3-6-1997   | Ліон                    | Франція           | 1 – 1                 | Бразилія             | товариський турнір              | -    |            |
| 8-6-1997   | Ліон                    | Бразилія          | 3 – 3                 | Італія               | товариський турнір              | 1    |            |
| 10-6-1997  | Париж                   | Англія            | 0 – 1                 | Бразилія             | товариський турнір              | -    |            |
| 13-6-1997  | Санта-Крус-де-ла-Сьєрра | Бразилія          | 5 – 0                 | Коста-Рика           | Копа Америка 1997 - 1-й етап    | 2    |            |
| 16-6-1997  | Санта-Крус-де-ла-Сьєрра | Бразилія          | 3 – 2                 | Мексика              | Копа Америка 1997 - 1-й етап    | -    |            |
| 19-6-1997  | Санта-Крус-де-ла-Сьєрра | Бразилія          | 2 – 0                 | Колумбія             | Копа Америка 1997 - 1-й етап    | -    |            |
| 22-6-1997  | Санта-Крус-де-ла-Сьєрра | Бразилія          | 2 – 0                 | Парагвай             | Копа Америка 1997 - чвертьфінал | 2    |            |
| 26-6-1997  | Санта-Крус-де-ла-Сьєрра | Перу              | 0 – 7                 | Бразилія             | Копа Америка 1997 - півфінал    | -    |            |
| 29-6-1997  | Ла-Пас                  | Болівія           | 1 – 3                 | Бразилія             | Копа Америка 1997 - Фінал       | 1    | 5-й титул  |
| 10-8-1997  | Сеул                    | Південна Корея    | 1 – 2                 | Бразилія             | товариський матч                | 1    |            |
| 13-8-1997  | Осака                   | Японія            | 0 – 3                 | Бразилія             | товариський матч                | -    |            |
| 12-12-1997 | Ер-Ріяд                 | Саудівська Аравія | 0 – 3                 | Бразилія             | Кубок Конфедерацій              | -    |            |
| 14-12-1997 | Ер-Ріяд                 | Австралія         | 0 – 0                 | Бразилія             | Кубок Конфедерацій              | -    |            |
| 16-12-1997 | Ер-Ріяд                 | Бразилія          | 3 – 2                 | Мексика              | Кубок Конфедерацій              | -    |            |
| 19-12-1997 | Ер-Ріяд                 | Бразилія          | 2 – 0                 | Чехія                | Кубок Конфедерацій              | 1    |            |
| 21-12-1997 | Ер-Ріяд                 | Бразилія          | 6 – 0                 | Австралія            | Кубок Конфедерацій              | 3    | 1-й титул  |
| 25-3-1998  | Штутгарт                | Німеччина         | 1 – 2                 | Бразилія             | товариський матч                | 1    |            |
| 29-4-1998  | Ріо-де-Жанейро          | Бразилія          | 0 – 1                 | Аргентина            | товариський матч                | -    |            |
| 3-6-1998   | Сент-Уан                | Андорра           | 0 – 3                 | Бразилія             | товариський матч                | -    |            |
| 10-6-1998  | Сен-Дені                | Бразилія          | 2 – 1                 | Шотландія            | ЧС 1998 - 1-й етап              | -    |            |
| 16-6-1998  | Нант                    | Бразилія          | 3 – 0                 | Марокко              | ЧС 1998 - 1-й етап              | 1    |            |
| 23-6-1998  | Марсель                 | Бразилія          | 1 – 2                 | Норвегія             | ЧС 1998 - 1-й етап              | -    |            |
| 27-6-1998  | Париж                   | Бразилія          | 4 – 1                 | Чилі                 | ЧС 1998 - 1/8 фіналу            | 2    |            |
| 3-7-1998   | Нант                    | Бразилія          | 3 – 2                 | Данія                | ЧС 1998 - чвертьфінал           | -    |            |
| 7-7-1998   | Марсель                 | Бразилія          | 1 – 1 д.ч. (4-2 п.п.) | Нідерланди           | ЧС 1998 - півфінал              | 1    |            |
| 12-7-1998  | Сен-Дені                | Бразилія          | 0 – 3                 | Франція              | ЧС 1998 - Фінал                 | -    | 2-ге місце |
| 26-6-1999  | Куритиба                | Бразилія          | 3 – 0                 | Латвія               | товариський матч                | 1    |            |
| 30-6-1999  | Сьюдад-дель-Есте        | Бразилія          | 7 – 0                 | Венесуела            | Копа Америка 1999 - 1-й етап    | 2    |            |
| 3-7-1999   | Сьюдад-дель-Есте        | Бразилія          | 2 – 1                 | Мексика              | Копа Америка 1999 - 1-й етап    | -    |            |
| 6-7-1999   | Сьюдад-дель-Есте        | Бразилія          | 1 – 0                 | Чилі                 | Копа Америка 1999 - 1-й етап    | 1    |            |
| 11-7-1999  | Сьюдад-дель-Есте        | Бразилія          | 2 – 1                 | Аргентина            | Копа Америка 1999 - чвертьфінал | 1    |            |
| 14-7-1999  | Сьюдад-дель-Есте        | Бразилія          | 2 – 0                 | Мексика              | Копа Америка 1999 - півфінал    | -    |            |
| 18-7-1999  | Асунсьйон               | Бразилія          | 3 – 0                 | Уругвай              | Копа Америка 1999 - Фінал       | 1    | 6-й титул  |
| 4-9-1999   | Буенос-Айрес            | Аргентина         | 2 – 0                 | Бразилія             | товариський матч                | -    |            |
| 7-9-1999   | Порту-Алегрі            | Бразилія          | 4 – 2                 | Аргентина            | товариський матч                | 1    |            |
| 9-10-1999  | Амстердам               | Нідерланди        | 2 – 2                 | Бразилія             | товариський матч                | -    |            |
| 23-3-2002  | Форталеза               | Бразилія          | 1 – 0                 | Югославія            | товариський матч                | -    |            |
| 17-4-2002  | Лісабон                 | Португалія        | 1 – 1                 | Бразилія             | товариський матч                | -    |            |
| 25-5-2002  | Куала-Лумпур            | Малайзія          | 0 – 4                 | Бразилія             | товариський матч                | 1    |            |
| 3-6-2002   | Ульсан                  | Бразилія          | 2 – 1                 | Туреччина            | ЧС 2002 - 1-й етап              | 1    |            |
| 8-6-2002   | Согвіпхо                | Бразилія          | 4 – 0                 | КНР                  | ЧС 2002 - 1-й етап              | 1    |            |
| 13-6-2002  | Сувон                   | Коста-Рика        | 2 – 5                 | Бразилія             | ЧС 2002 - 1-й етап              | 2    |            |
| 17-6-2002  | Кобе                    | Бразилія          | 2 – 0                 | Бельгія              | ЧС 2002 - 1/8 фіналу            | 1    |            |
| 21-6-2002  | Сідзуока                | Англія            | 1 – 2                 | Бразилія             | ЧС 2002 - чвертьфінал           | -    |            |
| 26-6-2002  | Сайтама                 | Бразилія          | 1 – 0                 | Туреччина            | ЧС 2002 - півфінал              | 1    |            |
| 30-6-2002  | Йокогама                | Бразилія          | 2 – 0                 | Німеччина            | ЧС 2002 - Фінал                 | 2    | 5-й титул  |
| 21-8-2002  | Форталеза               | Бразилія          | 0 – 1                 | Парагвай             | товариський матч                | -    |            |
| 20-11-2002 | Сеул                    | Південна Корея    | 2 – 3                 | Бразилія             | товариський матч                | 2    |            |
| 12-2-2003  | Гуанчжоу                | КНР               | 0 – 0                 | Бразилія             | товариський матч                | -    |            |
| 29-3-2003  | Порту                   | Португалія        | 2 – 1                 | Бразилія             | товариський матч                | -    |            |
| 30-4-2003  | Гвадалахара             | Мексика           | 0 – 0                 | Бразилія             | товариський матч                | -    |            |
| 7-9-2003   | Барранкілья             | Колумбія          | 1 – 2                 | Бразилія             | Відбір до ЧС 2006               | 1    |            |
| 10-9-2003  | Манаус                  | Бразилія          | 1 – 0                 | Еквадор              | Відбір до ЧС 2006               | -    |            |
| 12-10-2003 | Лестер                  | Ямайка            | 0 – 1                 | Бразилія             | товариський матч                | -    |            |
| 16-11-2003 | Ліма                    | Перу              | 1 – 1                 | Бразилія             | Відбір до ЧС 2006               | -    |            |
| 19-11-2003 | Куритиба                | Бразилія          | 3 – 3                 | Уругвай              | Відбір до ЧС 2006               | 2    |            |
| 18-2-2004  | Дублін                  | Ірландія          | 0 – 0                 | Бразилія             | товариський матч                | -    |            |
| 31-3-2004  | Асунсьйон               | Парагвай          | 0 – 0                 | Бразилія             | Відбір до ЧС 2006               | -    |            |
| 20-5-2004  | Сен-Дені                | Франція           | 0 – 0                 | Бразилія             | товариський матч                | -    |            |
| 2-6-2004   | Белу-Оризонті           | Бразилія          | 3 – 1                 | Аргентина            | Відбір до ЧС 2006               | 3    |            |
| 6-6-2004   | Сантьяго                | Чилі              | 1 – 1                 | Бразилія             | Відбір до ЧС 2006               | -    |            |
| 18-8-2004  | Порт-о-Пренс            | Гаїті             | 0 – 6                 | Бразилія             | товариський матч                | -    |            |
| 5-9-2004   | Сан-Паулу               | Бразилія          | 3 – 1                 | Болівія              | Відбір до ЧС 2006               | 1    |            |
| 8-9-2004   | Берлін                  | Німеччина         | 1 – 1                 | Бразилія             | товариський матч                | -    |            |
| 9-10-2004  | Маракайбо               | Венесуела         | 2 – 5                 | Бразилія             | Відбір до ЧС 2006               | 2    |            |
| 13-10-2004 | Масейо                  | Бразилія          | 0 – 0                 | Колумбія             | Відбір до ЧС 2006               | -    |            |
| 17-11-2004 | Кіто                    | Еквадор           | 1 – 0                 | Бразилія             | Відбір до ЧС 2006               | -    |            |
| 27-3-2005  | Гоянія                  | Бразилія          | 1 – 0                 | Перу                 | Відбір до ЧС 2006               | -    |            |
| 30-3-2005  | Монтевідео              | Уругвай           | 1 – 1                 | Бразилія             | Відбір до ЧС 2006               | -    |            |
| 17-8-2005  | Спліт                   | Хорватія          | 1 – 1                 | Бразилія             | товариський матч                | -    |            |
| 4-9-2005   | Бразиліа                | Бразилія          | 5 – 0                 | Чилі                 | Відбір до ЧС 2006               | -    |            |
| 12-10-2005 | Белен                   | Бразилія          | 3 – 0                 | Венесуела            | Відбір до ЧС 2006               | 1    |            |
| 1-3-2006   | Москва                  | Росія             | 0 – 1                 | Бразилія             | товариський матч                | 1    |            |
| 4-6-2006   | Женева                  | Бразилія          | 4 – 0                 | Нова Зеландія        | товариський матч                | 1    |            |
| 13-6-2006  | Берлін                  | Бразилія          | 1 – 0                 | Хорватія             | ЧС 2006 - 1-й етап              | -    |            |
| 18-6-2006  | Мюнхен                  | Бразилія          | 2 – 0                 | Австралія            | ЧС 2006 - 1-й етап              | -    |            |
| 22-6-2006  | Дортмунд                | Японія            | 1 – 4                 | Бразилія             | ЧС 2006 - 1-й етап              | 2    |            |
| 27-6-2006  | Дортмунд                | Бразилія          | 3 – 0                 | Гана                 | ЧС 2006 - 1/8 фіналу            | 1    |            |
| 1-7-2006   | Франкфурт-на-Майні      | Бразилія          | 0 – 1                 | Франція              | ЧС 2006 - чвертьфінал           | -    |            |
| 7-6-2011   | Сан-Паулу               | Бразилія          | 1 – 0                 | Румунія              | товариський матч                | -    |            |
| Усього     |                         | Матчів (5 місце)  | 98                    |                      | Голів (2 місце)                 | 62   |            |

## Титули та досягнення
- Володар Кубка Бразилії (1993)
- володар Кубка Нідерландів (1996)
- найкращий бомбардир Ередивізі (1995)
- чемпіон світу (1994, 2002)
- фіналіст чемпіонату світу (1998)
- Бронзовий олімпійський призер: 1996
- найкращий гравець світу за версією ФІФА (1996, 1997, 2002)
- володар Золотого м'яча (1997, 2002)
- найкращий молодий футболіст в Європі (Трофей Браво) (1997, 1998)Роналду та президент Бразилії Луїз Інасіу Лула да Сілва

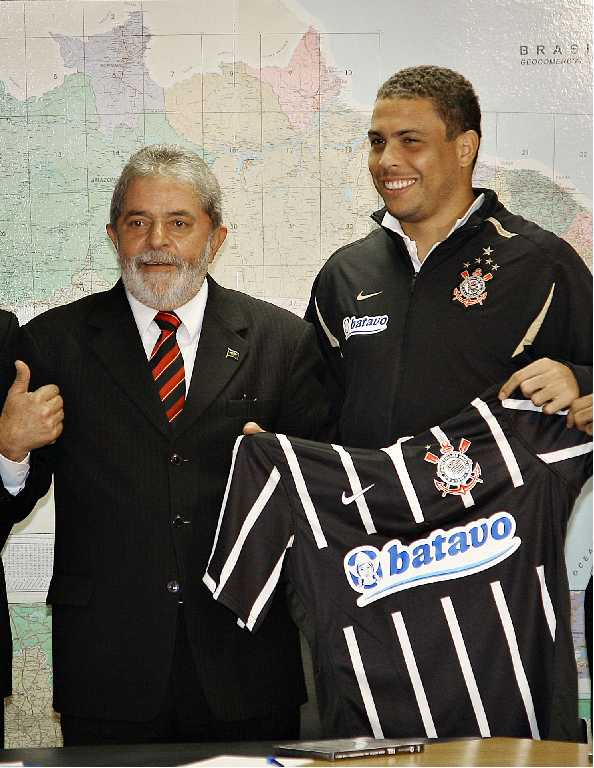
Роналду та президент Бразилії Луїз Інасіу Лула да Сілва

- володар Кубка володарів кубків (1997)
- фіналіст Копа Америка (1995)
- переможець Копа Америка (1997, 1999)
- найкращий бомбардир Копа Америка (1999)
- володар Кубка конфедерацій (1997)
- найкращий футболіст Серії «А» (1998)
- володар Кубка УЄФА (1998)
- володар Суперкубка Іспанії (1996, 2003)
- найкращий бомбардир чемпіонату Іспанії (1997, 2004)
- володар Міжконтинентального кубка (2002)
- чемпіон Іспанії (2003)